# Institución Ferial de Jaén
La Institución Ferial de Jaén (IFEJA) es la entidad que gestiona el recinto provincial de ferias y congresos de Jaén. En dicho recinto se realizan los distintos eventos más importantes de la ciudad como pueden ser conciertos, ferias, congresos. La institución cuenta con uno de los recintos feriales más modernos de España, dotado de las últimas innovaciones tecnológicas y de comunicación.

## Instalaciones y servicios
La institución cuenta con un pabellón cubierto con una superficie para exposición de 10.800 metros cuadrados, un pabellón exterior cubierto de 7.200 metros cuadrados, un pabellón exterior descubierto de 8.100 metros cuadrados, un restaurante y un pabellón polivalente de usos múltiples y de reciente construcción que dispone de 2 salas de reuniones y un salón de actos tipo teatro.
A su vez, la institución, pone a disposición de expositores y visitantes, una amplia variedad de servicios de alta calidad, para facilitar su participación y ofrecer posibilidades comerciales.

## Eventos
Los principales eventos que se celebran entre otros son:
- Feduca: Feria dedicada a la diversión y disfrute de los niños con distintas atracciones.
- Expomayores: Exposición dedicada a las personas mayores de Andalucía.
- ART JAÉN: Feria de Arte moderno y contemporáneo de Jaén.
- Alimensur: Feria de la Alimentación y la Restauración.
- Tierra Adentro: Feria de Turismo Interior de Andalucía.
- Ibercaza: Feria de la Caza y la Pesca de la Provincia de Jaén
- Equima: Feria del Toro y del Caballo.
- Expoliva: Feria Internacional del Aceite de oliva e Industrias Afines.
- Savoc: Salón del Vehículo de Ocasión.
- Bióptima: Feria Nacional e Intersectorial de la Biomasa, otras energías renovables, eficiencia energética y agua.
- Exponovios: Feria de Hogar, Boda y Celebraciones.
- Arcoan: Muestra de arte cofrade andaluz.